# یواس‌اس ریون (ام‌اچ‌سی-۶۱)
یواس‌اس ریون (ام‌اچ‌سی-۶۱) (به انگلیسی: USS Raven (MHC-61)) یک کشتی بود که طول آن ۵۷٫۳ متر (۱۸۸ فوت) overall, بود. این کشتی در سال ۱۹۹۶ ساخته شد.